# Platymantis wuenscheorum
Platymantis wuenscheorum är en groddjursart som beskrevs av Günther 2006. Platymantis wuenscheorum ingår i släktet Platymantis och familjen Ceratobatrachidae. IUCN kategoriserar arten globalt som otillräckligt studerad. Inga underarter finns listade i Catalogue of Life.